# 1544

## Родени
- 19 януари – Франсоа II, крал на Франция
- 24 май – Уилям Гилбърт, английски физик

## Починали
- Клеман Маро, френски поет
- Бонавантюр де Перие, френски поет